# كونفي
الكُنفِي) (/kɒnfi/، النطق بالفرنسية: [kɔ̃fi]) مشتق من الكلمة الفرنسية confire والتي تعني حرفياً «يحفظ»، كونفي هي أي نوع من الطعام الذي يتم طبخه ببطء لفترة زمنية طويلة كطريقة لحفظ الطعام.
يُطلق مصطلح الكونفي عندما يتم طبخ الطعام في الدهن، الزيت أو الماء بالسكر (قطر)، على درجة حرارة منخفضة، بدلاً من القلي العميق. حيث أن القلي العميق يتم في درجة حرارة تتراوح ما بين 160-230 درجة مئوية (325-450 درجة فهرنهايت)، بينما يتم تحضير الكونفي في درجة حرارة أقل بكثير من ذلك، على سبيل المثال درجة حرارة الزيت حوالي 90 درجة مئوية (200 درجة فهرنهايت)، وفي بعض الأحيان تكون درجته أقل. ويستخدم المصطلح عادةً في المطبخ الحديث حيث يعني الطهي البطيء الطويل في الزيت أو الدهن في درجة حرارة منخفضة، وتستخدم في طهي العديد من الأطباق وليس بغرض الحفظ مثل كونفي البطاطس.
عند طهو اللحم، تتطلب هذه الطريقة أن يتم تمليح اللحم كجزء من عملية الحفظ. بعد تلميحها وطهوها في الزيت، يتم إحكام غلقها وتخزينها في مكان بارد، ومظلم، يمكن أن تستمرلعدة شهور أو سنوات.كونفي هي إحدى الطرق القديمة لحفظ الطعام،[بحاجة لمصدر] وتتميز بها منطقة جنوب غرب فرنسا.

## أصل الكلمة
الكلمة مشتقة من الفعل الفرنسي confire (يحفظ)، والذي بدوره مشتق من الكلمة اللاتينية (conficere)، ويعني «يعمل، ينتج، يصنع، يحضر». تم استخدام الفعل الفرنسي لأول مرة في العصور الوسطى لحفظ الفواكه المطبوخة في السكر.

## كونفي الفاكهة
كونفي الفاكهة هي فاكهة مسكرة (فاكهة كاملة، أو قطع فاكهة) محفوظة في السكر. يجب أن يتم غمس الفواكه بالكامل في السكر، حتى نواتها؛ الفاكهة الأكبر حجماً تأخذ وقتاً أطول بكثير من الأصغر. وهكذا، حيث أن الفاكهة صغيرة الحجم مثل الكرز يتم وضعها كاملة، لكن من النادر رؤية الفاكهة الكبيرة كاملة مثل الشمام، لأن الوقت والجهد المبذولين في إنتاج كونفي للثمار كبيرة الحجم قد يجعلها باهظة الثمن.